# Der brennende Acker
Der brennende Acker is een Duitse dramafilm uit 1922 onder regie van Friedrich Wilhelm Murnau. Destijds werd de film in Nederland uitgebracht onder de titel Duivelsakker.

## Verhaal
Twee boerenzonen erven een grote boerderij van hun vader. De plichtsgetrouwe zoon Peter zorgt voor het personeel en zet het leven op de boerderij verder. De tweede zoon Johannes heeft andere plannen. Hij wordt de secretaris van graaf Rudenburg en begint een verhouding met diens dochter. Wanneer hij erachter komt dat de stiefmoeder van Helga het fortuin van de graaf zal erven, moet hij zijn plannen wijzigen.

## Rolverdeling
| Acteur                 | Personage           |
| ---------------------- | ------------------- |
| Eugen Klöpfer          | Peter Rog           |
| Vladimir Gajdarov      | Johannes Rog        |
| Werner Krauß           | Vader Rog           |
| Eduard von Winterstein | Graaf Rudenburg     |
| Lya de Putti           | Gerda               |
| Stella Arbenina        | Helga               |
| Alfred Abel            | Ludwig von Lellewel |
| Grete Diercks          | Maria               |
| Elsa Wagner            | Magda               |